# Оливинит
Оливинит – магматическая плутоническая горная порода ультраосновного состава, нормального ряда щелочности из семейства оливинитов. Более чем на 90 % состоит из оливина с примесью магнетита, этим оливинит отличается от дунита, в котором вместо магнетита присутствует хромит. В незначительном количестве в оливините могут присутствовать примеси пироксенов (клинопироксен, ортопироксен), плагиоклаз и т. д. Цвет оливковый темно-серый, иногда жёлтый, серо-зелёный или коричневый.

## Состав
Средний химический состав: 
SiO2 35–41 %, ТіO2 0,2–1,7 %, Al2O3 0,2–2 %, Fe2O3 4–10 %, FeO 6–12 %, MgO 37–48 %, CaO 0,2–2 %, Na2O до 0,5 %, К2О до 0,6 %.

## Физические свойства
Плотность оливинита 3,21–4,34 г/см3